# 正覚院 (足立区)
正覚院（しょうがくいん）は、東京都足立区花畑にある真言宗豊山派の寺院。山号は鷲王山（『新編武蔵風土記稿』によれば、鷲尾山）。寺号は宝蔵寺。本尊は不動明王。新四国四箇領八十八箇所霊場第82番札所。
酉の市発祥の地とされる大鷲神社の別当寺であった。

## 由緒
公式には開山・開基は不明としているが、平安時代の武将源義光の創建と伝承されている。

## 文化財
- 釈迦堂　源義光の持仏だったという鷲に乗った釈迦像を納める
- 庚申塔　都区内最古という元和9年（1623年）銘を持つ（足立区指定有形民俗文化財[4][2]）

## 所在地
- 東京都足立区花畑三丁目24-27[2]

## 交通アクセス
- 東武伊勢崎線谷塚駅より徒歩27分（経路案内）。